# 海栢花園

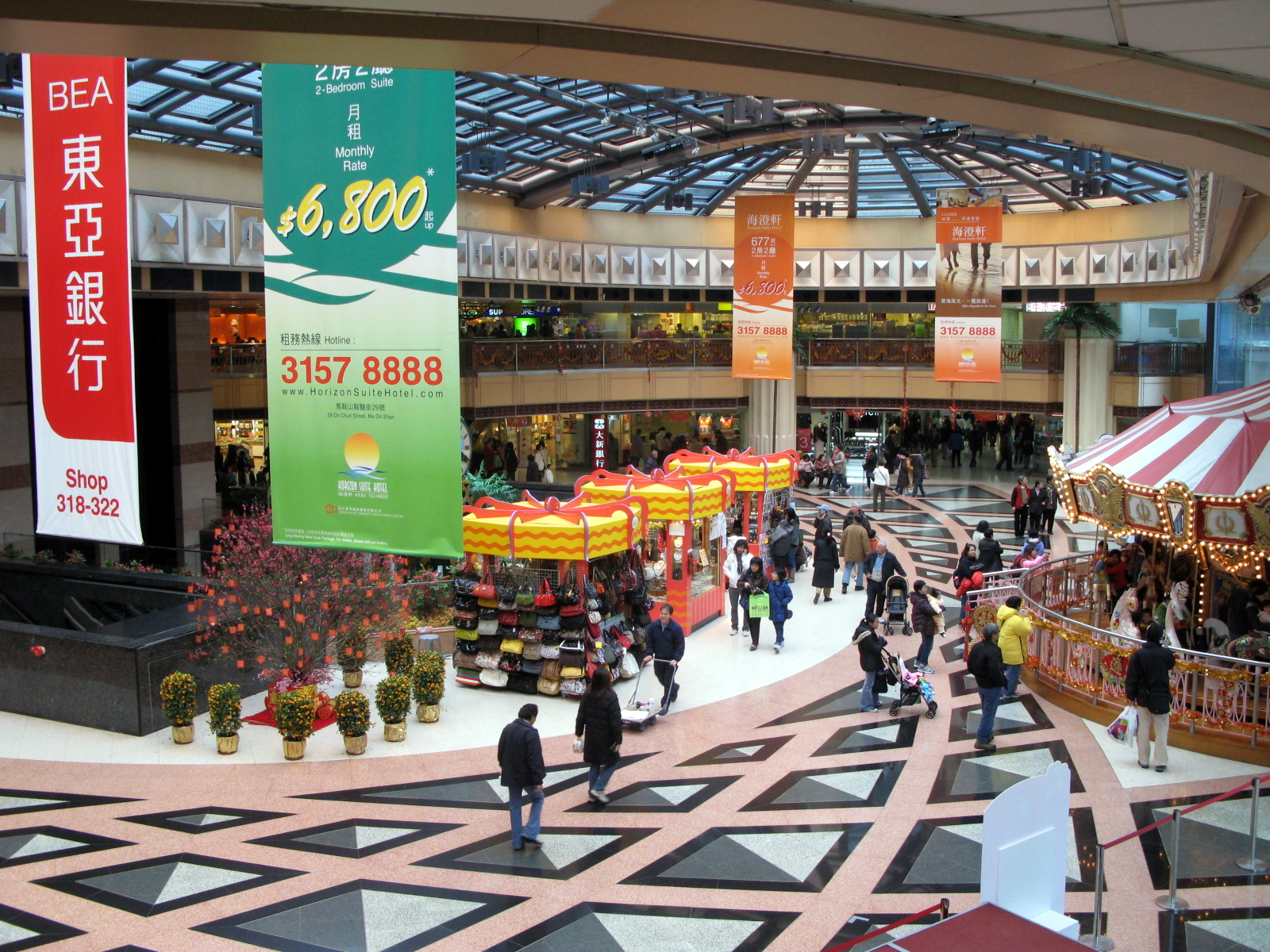
基座商場「馬鞍山廣場」

海栢花園（英語：Bayshore Towers）位於香港新界沙田區馬鞍山臨海地段西沙路。在1990年代由長江實業發展，於1994年落成，是馬鞍山其中一個大型私人住宅項目。興業建築師事務所設計，另有商場、停車場、休憩花園、住客會所等設施供住客使用。物業基座為馬鞍山廣場（Ma On Shan Plaza），面積約310,000平方呎，設有行人天橋連接港鐵屯馬綫馬鞍山站，香港唯一室內大型旋轉木馬。

## 簡介
海栢花園共有6座，兩排聳立甚有氣勢，單位總數約1,102個單位，單位實用面積由388至789平方呎不等，是共有6幢28-31層（不設4、14及24樓）的高座住宅大廈。海柏花園（1-6座）於1994年12月落成，在1995年4月入伙。海柏花園座落臨海地段，多數單位可覽吐露港及八仙嶺全景，部分沙田馬場及城門河景；而低層則可覽屋苑園景及馬鞍山公園景致。屋苑管理由發展商旗下的高衛物業管理負責。

## 屋苑特色
海栢花園採取24小時保安，住宅鄰近 馬鞍山公園、馬鞍山游泳池、馬鞍山公共圖書館、馬鞍山體育館、馬鞍山運動場、馬鞍山廣場、新港城中心及烏溪沙青年新村等。住客可觀賞吐露港開揚景色。

## 設施
設有會所，戶外泳池、壁球室、乒乓球室、籃球室、羽毛球室、健身室、兩個桑拿浴室、戶外兒童遊樂場、兒童遊戲室、兒童波波池、兒童圖書館、閱讀自修室及鋼琴室、兩個多用途會議室、閱報區、兩個燒烤場、兩個更衣室、按摩椅、卡啦OK影視室等。

## 商場
海栢花園基座為商場馬鞍山廣場，面積約310,000平方呎。

### 九十年代
在商場開業初期，其中一個租戶日資百貨公司--八佰伴，但面積比新港城中心分店細小。其後八佰伴於1997年11月尾結業後，原址被分拆成多間商舖。另外，90年代商場亦設有不少的民生商舖，包括百佳超級廣場、屈臣氏、豐澤電器、美國冒險樂園、 美心皇宮、 A-1 Bakery、阿波羅美極屋、日本城等。而食肆幾乎集中在商場2樓，包括大快活（當時為馬鞍山唯一分店；曾於2000年遷出）、美食佳美食廣場、漢城莊、ABC Cafe、越味館、茶軒等。

### 千禧年代
2003年，自從置富產業信託向長實收購馬鞍山廣場後，商場商戶變得更多元化，包括聖安娜餅屋、奇華餅家、海天堂、波仔、優之良品、映山紅、Baleno、香港賽馬會投注站、中國銀行、東亞銀行等。
2007年，大快活亦在商場3樓重開。
2014年，百佳超級廣場升格為Taste。
截至2019年，商場的主要商戶包括：Taste、759阿信屋、東海堂、大快活、大興、元氣壽司、譚仔雲南米線、上海姥姥、奇華餅家、健康工房、軒琴居、上海么鳳、啟泰藥業、Baleno、屈臣氏、豐澤電器、日本城、Living Plaza by Aeon、大昌食品、位元堂等。

## 屋苑管理費錄得巨額赤字
2018年12月，有匿名居民透過發匿名信發現屋苑管理費錄得巨額赤字，達300至400萬，需要上調管理費達17%去滅赤。當中發現平台幾年前加建的無障礙斜道造價高達100萬。但後來高衞物業管理單方面指摘，疑似有別有用心人士傳出流言蜚語以抵毁業委會的工作及構成誹謗，並指出無障礙斜道長25米，造價47萬，但沒有進一步披露整項工程合約！經海栢居民自發對平機會事件進一步查證，發現在海栢花園第九屆業主委員會第二次會議記錄中，詳細記錄整項無障礙工程總支岀HK$803,039，而且在第九屆業主委員會第5次會議記錄中亦記錄了平機會訴訟律師費用為HK$115,000。

## 事件
- 1995年海栢花園開售時與東方日報合辦了超級大抽獎，讀者集齊指定報紙印花後，填妥個人資料寄回東方日報辦事處即可參加大抽獎，頭獎得主可獲海栢花園住宅單位一個。[5]

### 示威者放火燒與其口角的綠衣男子
2019年11月11日，在馬鞍山廣場連接馬鞍山公園的行人天橋，有一名身穿綠色上衣的男子與示威者爭吵，有片段顯示該綠衣男因阻止示威者破壞馬鞍山站，後有一名激進黑衣戴帽蒙面示威者向綠衣男全身淋潑懷疑易燃液體並點火，綠衣男即時起火，他向後跑並脫下上衣。放火黑衣示威者乘亂逃去，有市民一邊指罵一邊窮追黑衣示威者。

### 馬鞍山海柏花園兩房739萬沽　低估價15％　同座曾發生多宗事故
由於疫情放緩，加上限聚措施有望於４月21日起放寬，吸引上車客出動執平貨，因而帶動二手市場成交。馬鞍山海柏花園一伙高層兩房戶，新買家獲業主減價19萬元，以739萬元易手，較網上銀行估價低15%。
中原地產區域營業經理胡耀祖表示，上述成交為海柏花園高層戶，實用面積412平方呎，兩房間隔，原業主起初叫價758萬元，經議價後願意減價19萬或2.5%，終以739萬元易手單位，呎價17,937元。
胡耀祖表示，由於成交單位的上下層，分別有單位發生事故淪為凶宅，因此是次成交價低市價約10%。參考網上銀行就上址的估價約為863萬元至871萬元，是次成交價較估價平約124萬至132萬元，差幅14.3%至15.1%。

## 交通
大廈地下為海栢花園公共運輸交匯處。